# Pero attagena
Pero attagena là một loài bướm đêm trong họ Geometridae.